# Knud Nygaard
Knud Nygaard (13. august 1898 i Ejde, Færøerne – 12. december 1979 i Tvøroyri, Færøerne) var en dansk fodboldspiller og læge.
Knud Nygaard spillede i Akademisk Boldklub og vandt det danske mesterskab med klubben i 1919.